# Dværgiris
Dværgiris (Iris lutescens), ofte skrevet dværg-iris, er en lav staude med flade, grågrønne blade og lysegule eller violette blomster. Den er hårdfør og tidligt blomstrende, og bruges derfor af og til som haveplante i sten- eller kalkbundsbede.

## Beskrivelse
Dværgiris er en flerårig, urteagtig plante med en opret, tueformet vækst. Bladene er flade og kantstillede i forhold til hinanden, lancetformede og helrandede. Begge bladsider er ensartet grågrønne. Blomstringen foregår i marts-maj, hvor man finder de forholdsvis store blomster i en kort, endestillet stand på et opret skud. De enkelte blomster er uregelmæssige (ensymmetriske) og 3-tallige med hvidgule, gule, violette eller tofarvede kronblade. Frugterne er trerummede kapsler med mange frø.
Rodsystemet består af tykke, vandret krybende og delvis fritliggende jordstængler, som bærer grove, men dybtgående trævlerødder.
Højde x bredde og årlig tilvækst: 0,25 x 0,50 m (25 x 5 cm/år). Det blomstrende skud kan dog nå ca. 35 cm højde.

## Hjemsted
Dværgiris er naturligt udbredt langs Middelhavets nordlige kyster, dvs. fra Grækenland og Italien, Frankrig og Spanien til Portugal. Planten er knyttet til lysåbne eller let skyggede voksesteder med kalkrig, varm og tør bund med tyndt og næringsfattigt muldlag. Derfor findes den ofte i garrigue eller lysåbne skove. 
Det fredede område ved Salève, Haute Savoie, Frankrig, ligger på en lav kæde af kalkbjerge, der forbinder Jurabjergene med Alperne, og som strækker sig ca. 15 km i sydvestlig retning fra byen Annemasse. Her vokser arten sammen med bl.a.: alpedafne, alpeskovranke, bakkejordbær, bleggul kløver, Cynoglossum germanicum (en art af hundetunge), havenellike, kantet kohvede, klitvintergrøn, Pulsatilla halleri (en art af kobjælde), skærmokseøje, sort fladbælg, strandnellike, vedbendgyvelkvæler, vild nellike og ægte alpeviol
| Portal | Portal:Botanik |

## Note
1. ↑  Direction régionale de l'environnement Rhône-Alpes: La Salève Arkiveret 26. marts 2017 hos  Wayback Machine (fransk)